# 글라이스드라이에크역
글라이스드라이에크역(독일어: Gleisdreieck)는 독일 베를린 프리드리히스하인크로이츠베르크구 크로이츠베르크에 있는 U1, U2, U3의 환승역이다. U1, U3 승강장의 길이는 110 m이며 고도 15 m인 상층, U2 승강장의 길이는 103 m이며 고도 10 m인 하층에 있다. U1, U3 승강장의 81 m는 천장으로 덮여 있다. 두 승강장 사이 및 U2에서 지상으로 엘리베이터가 연결되어 있다.
역 서쪽에는 과거 베를린 포츠담역이 있었고, 그 자리에는 파르크 암 글라이스드라이에크(Park am Gleisdreieck) 공원이 위치해 있으며 베를린 남북 장거리선 터널이 지하로 통과한다.

## 역사

### 사고와 역 건설

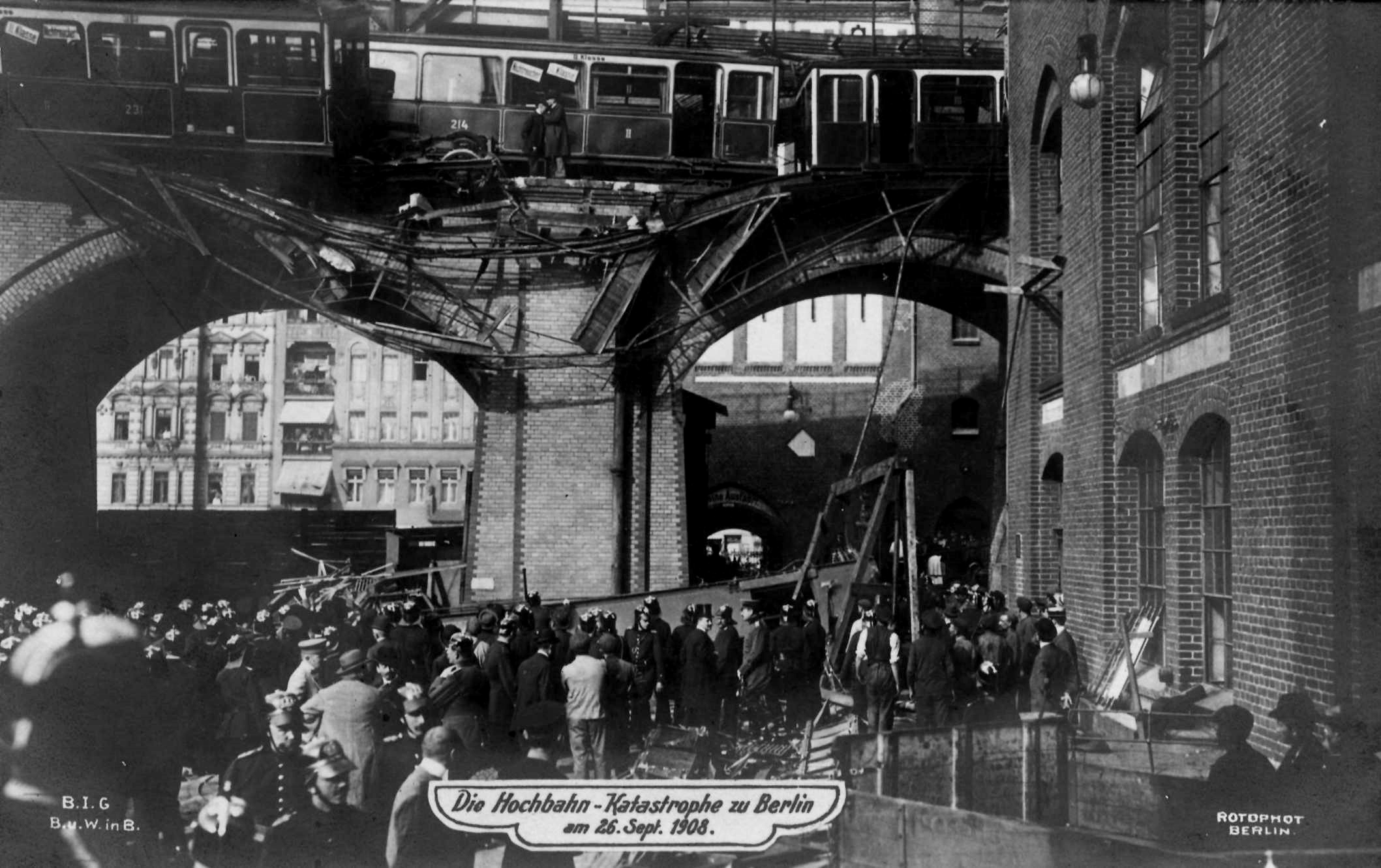
1908년 9월 26일 글라이스드라이에크 사고

1908년 9월 26일 라이프치거 플라츠역과 뷜로슈트라세역에서 뫼케른브뤼케역 방면으로 진행하는 열차가 동시에 진입했다. 라이프치거 플라츠역에서 오는 열차가 정지 신호를 무시한 채 진행하여 측면 충돌 사고가 발생했다. 이 사고로 진입하고 있었던 열차의 첫 칸이 8 m 아래 지상으로 추락했다. 사고 당일 16명이 사망했고, 18명이 부상당했으며, 2명은 사고 다음 날에 사망하여 총 사망자는 18명이 되었다. 정지 신호를 무시한 기관사는 1년 9개월 징역형에 처해졌다.
1911년 5월 17일에 비슷한 사고가 발생한 결과 1912년 여름에는 삼각선 운행을 중단하고 상하로 교차하는 역을 설치하기로 계획했다. 역사는 제프 카이저(Sepp Kaiser)가 설계했다. 글라이스드라이에크역 부지는 안할트선, 드레스덴선, 슈탐반, 반제선이 교차하는 곳 사이에 위치했다. 하부 승강장은 역 건설 당시부터 존재했으며, 1926년 쿠르퓌르스텐슈트라세역으로 연결되는 우회 선로가 개통되면서 현재의 상부 승강장 영업이 확정되었다.
1939년 베를린 남북 S반선이 인근에 개통되었으나 별도의 환승역은 설치되지 않았다.

### 세계대전과 냉전
1944년 1월 28일에서 29일 사이에 고가교는 심한 폭격을 당했고, 1945년 2월 14일에는 추가적인 폭격으로 인해 역의 강철 구조물이 손상되었다. 1945년 2월 3일 직격탄을 맞아 열차가 파괴되었다. 1945년 3월 11~12일에 신호장이 파괴되었고, 3월 18일에는 상부 승강장도 파괴되었다. 베를린 전투에서 고가교가 완전히 파괴되었다.
1961년 8월 13일 베를린 장벽 건설에 따라서 A선(현재의 U2)이 동서로 분단되었다. 1950년대에 이미 동서베를린 경계선 인근에 인상선이 설치되어 있었다. 서베를린에서 동베를린 미테구로 바로 연결되는 노선 운영이 어려워졌기 때문에 1972년 1월 1일부터는 U2 노선의 열차가 비텐베르크플라츠역에서 운행을 중단했다. 반면 U1 노선 열차는 글라이스드라이에크역 상부 승강장을 사용하여 슐레지셰스 토어역까지 운행했으며, 이 역이 목적지인 승객은 폐쇄된 승강장을 통해서 지상으로 나갈 수 있었다.
1979년부터 1979년까지는 SelTrac 시스템의 시험선으로 사용되었다. 1984년부터 1991년까지는 이 역과 켐퍼플라츠역(Kemperplatz) 사이를 운행하는 자기부상열차 M반의 종착역으로 사용되었다. M반 운행을 위해서 서쪽 선로에 스크린도어가 설치되었다. 장벽 붕괴 이후 M반은 U반 노선 운행 재개를 위해서 철거되었다. 1993년 11월 2일부터 룰레벤역부터 피네타슈트라세역 사이의 U2 노선 운행이 재개되었다.

### 재통일 이후
2009년부터 선로, 승강장, 출입구, 역 천장 보수 공사가 진행되었다. 예산은 1200만 유로가 소요되었으며, 2012년 9월 완공 예정이었다. 이 과정에서 엘리베이터 2기가 설치되었으며, 첫 엘리베이터는 2010년 9월 30일, 두 번째 엘리베이터는 2012년 4월 19일에 운영을 시작했다. 2022년 하반기에는 과거에 철거되었던 U1/U3과 U2 남부 연결선이 재개통되었다.
U1/U3 승강장 서쪽으로 진입하는 200 m 길이 철교가 설계 수명 초과로 2023년 이후에 재건축될 예정이다. 이 철교는 1912년에 인상선용으로 완공되었으며, 1926년 10월 24일에 선로가 설치되었다. 베를린 S21 남부 구간 건설 시 베를린 S반과의 환승역이 개통할 예정이며, U2 승강장과 평행한 곳에 부지가 확보되어 있다.

## 파르크 암 글라이스드라이에크

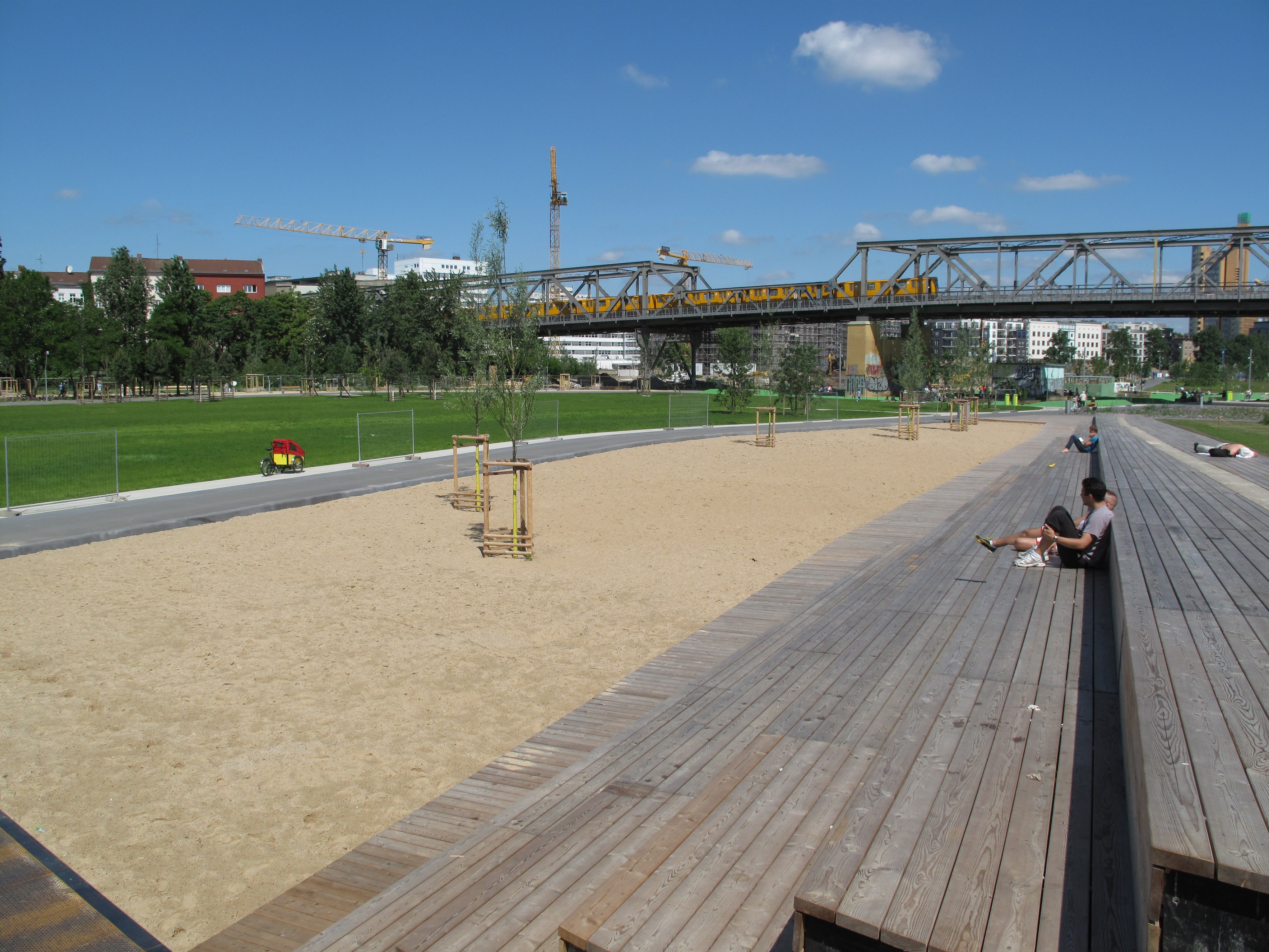
U1/U3 선로 아래의 인공 해변

과거 포츠담역과 안할트역의 화물역 부지에 60 헥타르 규모의 글라이스드라이에크 택지가 개발되었고, 2011년부터 2014년까지 공원이 조성되었다. 1988년에는 p.t.t.red의 《Goldener Schnitt durch Berlin》 작품의 일환으로 U1/U3, U2 노선 철교에 일부 금박이 입혀졌다. 1992년/1993년 고가 철도 개보수 공사 중 공원에서 볼 수 있는 금박이 입혀진 부분이 개보수되었으며 여전히 예술 작품의 일부이다.

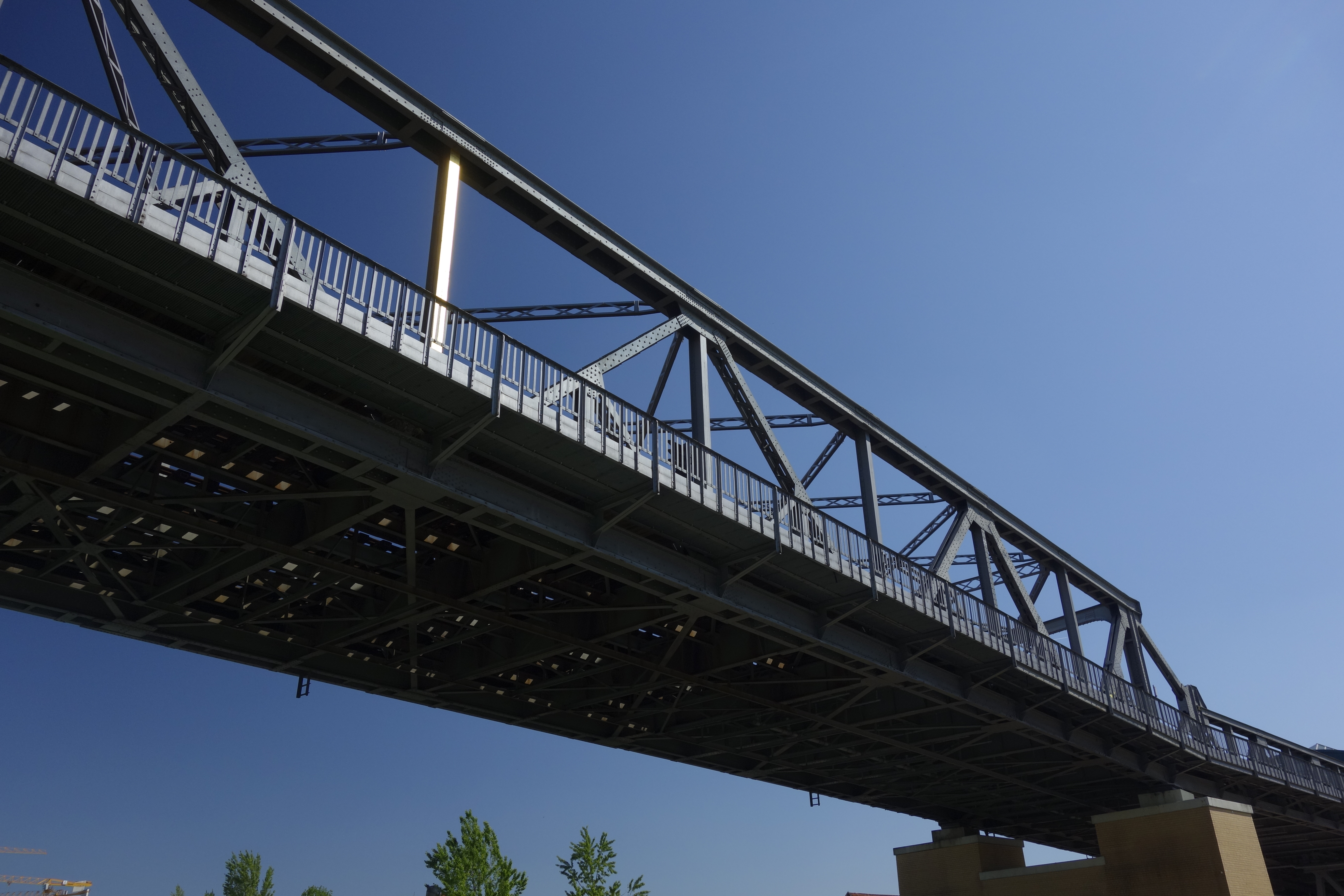
글라이스드라이에크역 서쪽의 U1/U3 선로
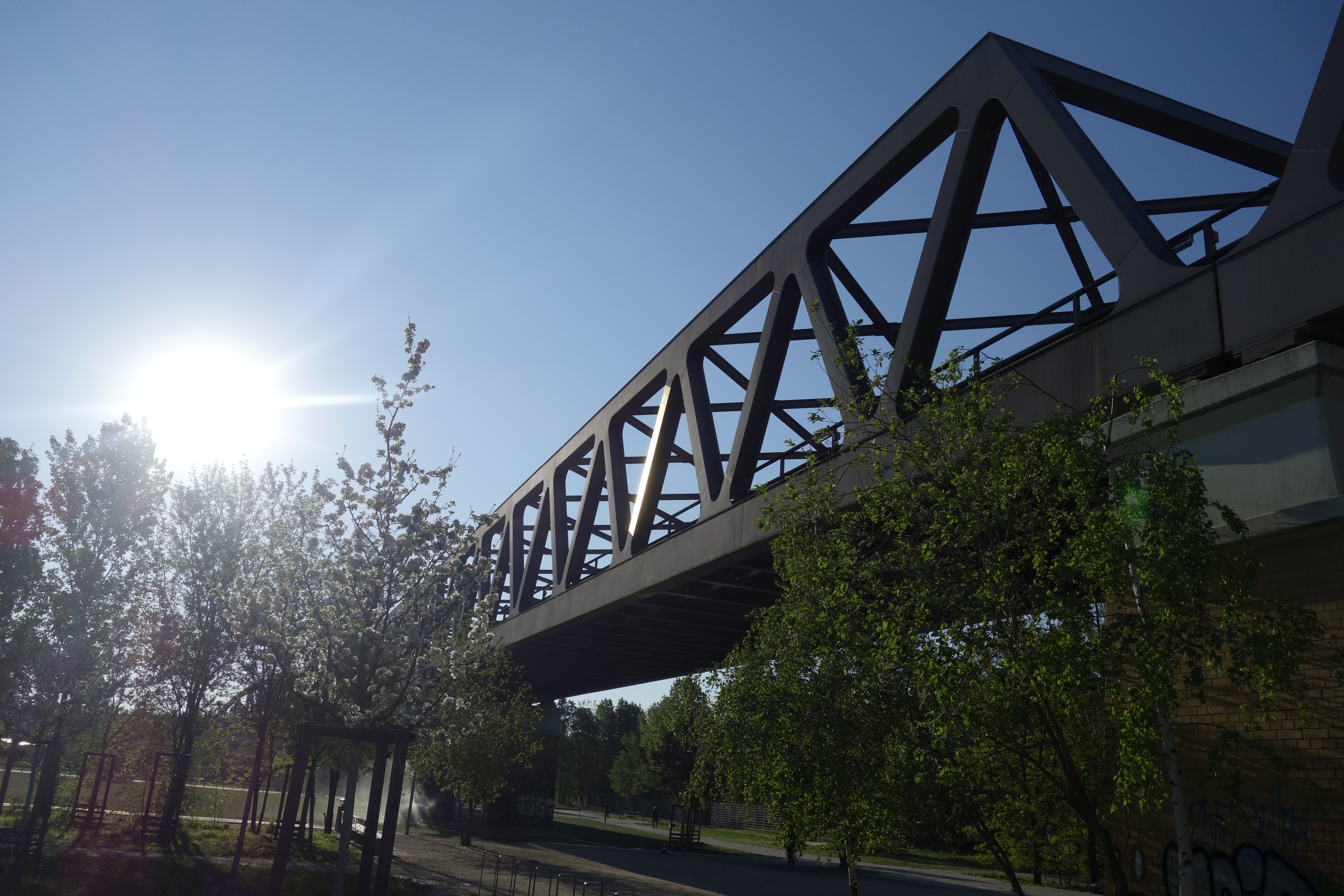
뷜로교(Bülowbogen) 방면 U2 선로

독일 기술박물관(Deutsches Technikmuseum)이 역과 인접해 있다.

## 매체에서의 등장
- 1936년 영화 《글라이스드라이에크》에 등장한다.[15]
- 1961년 영화 《Das Brot der frühen Jahre》에 등장한다.
- ARD 방송 프로그램 《Praxis Bülowbogen》에는 글라이스드라이에크라는 이름의 노숙자(클라우스 슈바르츠코프(Klaus Schwarzkopf) 분)가 등장한다. 극중 이름은 그의 주요 주거지를 상징한다.
- 《에밀과 탐정들》에서는 승강장에서의 장면이 등장한다. 역명판이 짧게 비친다.
- 우도 린덴베르크의 《Sonderzug nach Pankow》 뮤직비디오에서 역 상부 승강장이 등장한다.[16]

### 참고 문헌
- Gardner, Nicky; Kries, Susanne (Summer 2013). “Letter from Europe: The Lost Kingdom”. 《Hidden Europe website》. hidden europe. 2013년 8월 30일에 확인함.
- Axel Mauruszat (2012). 《100 Jahre Hochbahnhof Gleisdreieck》. Berlin: GVE-Verlag. ISBN 978-3-89218-333-4.